# ザ・プレイステーション
『ザ・プレイステーション』（The PlayStation）は、1994年11月から2005年1月までソフトバンクパブリッシングが刊行していたPlayStation（PS）・PlayStation 2（PS2）専門のゲーム雑誌。通称は「ザプレ」。

## 歴史
1994年11月の創刊時は月刊誌であったが、翌1995年には隔週刊となり1997年に姉妹誌『SEGA SATURN MAGAZINE』（現・『ゲーマガ』）と共に週刊化。この週刊化はゲーム雑誌としては『ファミ通』に次ぐものであると同時に、ハード別専門誌としては初めてで、以後同じような例は出ていない。この週刊化の狙いはそれまでソフトバンクのゲーム雑誌で弱点とされていた速報性の確保にあり、結果的に当時5誌刊行されていたPS専門誌の中で『Play Station Magazine』（徳間書店インターメディア）を抜いて、シェア2位に躍り出ることに成功した。
『SEGA SATURN MAGAZINE』で行われていた読者によるゲーム評価が本誌でも同様に行われ、すべての発売ソフトについて読者が10点満点で採点（最低点は1点の10段階評価）したものの平均点ランキングが毎号掲載されていた。なお、上位タイトルのみではなく、有効投票数があるすべてのソフトが掲載の対象となっていた（これも『SEGA SATURN MAGAZINE』と同様）。
2000年のPS2発売後も1年間は誌名を変更しなかったが2001年3月16日号（通巻235号）より『ザ・プレイステーション2』へ誌名変更する。しかし、ゲーム業界自体の低迷で広告量・部数とも減少した煽りを受けて2004年5月より隔週刊にペースダウン、2004年8月6日号（通巻389号）より『ザプレ』（ザ プレイステーションと併記。ザの後ろの丸点は無い）と誌名変更、大幅な誌面リニューアルをするものの2005年1月28日発売の2月11日号（通巻400号）をもって休刊した。
最終号の特集記事「ザ・プレイステーション10年間400冊の軌跡」では、本誌を刊行形態別に以下のように分類している。
1. 月刊時代 - Vol.1（1995年1月号）～ Vol.8（1995年8月号）
  - Vol.2が通巻2号、Vol.3が通巻4号となっていて、以降奥付の通巻号数が「Vol.」の値より1つ多い状態が続いている。
2. 隔週刊中とじ時代 - Vol.9（1995年7月28日号）～ Vol.21（1996年2月9日号）
3. 隔週刊平とじ時代 - Vol.22（1996年2月23日号）～ Vol.44（1997年1月31日号）
  - 国立国会図書館収蔵はVol.23 = 通巻24号以降[1]
4. 週刊平とじ時代 - Vol.45（1997年2月14日号）～ Vol.71（1997年8月22・29日合併号）
5. 週刊中とじ時代 - Vol.72（1997年9月5日号）～ Vol.387（2004年7月23・30日合併号）
6. 月2回刊平とじ時代 - 『ザプレ』Vol.1（2004年8月6日号、通巻389号）～ Vol.12（2005年2月11日号、通巻400号）

### ザ・プレイステーション
PlayStationの前評判は（ソニー初の家庭用ゲーム機であったことに加えて、MSXでの失敗の経験もあって）低いもので、そのため「専門誌を作ってもたいして売れないだろう」というのが会社側の考えであった。『ザ・プレイステーション』の立ち上げ時はスタッフはアルバイトを含めてわずか6名だったという。そのため創刊してから3号までは誤植や配色ミスなども多かったという。創刊当初は記事に出来るソフト数が少なく、企画記事や特集記事が多かった。それらの中にはPlayStationの生みの親・久夛良木健への連載インタビュー（ただし2回で終わってしまった）や、PS発売一周年を控えて競合誌の『電撃PlayStation』と『Play Station Magazine』の各編集長を迎えての座談会といった大胆な企画もあった。コンピュータゲームを巡る表現の自由の問題に切り込んだ「性と暴力」というタイトルの連載記事も異彩を放っていた。
Vol.22より「電車の中でも読めるゲーム誌」を目指して平とじにリニューアル、それまでより高めの年齢層をターゲットとした紙面作りへと変更。読者コーナー「さわやかPS市政」は歴代の読者コーナーの中でも特に高い人気を誇っていたという。そして『ファイナルファンタジーVII』の発売でPSの優位が確定的となった流れを受けて週刊化、同作に力を入れた誌面で「FFシリーズに強いザプレ」といわれた。当時の特集記事の中にはフロム・ソフトウェアの『アーマード・コア』スタッフとセガAM3研の『バーチャロン』開発スタッフとの対談という、当時のPS専門誌では考えられなかったような組み合わせの企画も見られた。
Vol.72より、より若年層向けにリニューアル。題字もアルファベット書きの『THE PLAYSTATION』からカタカナ書きの『ザ・プレイステーション』へと改められた。

### ザ・プレイステーション2
通巻235号より通巻388号まで同タイトルで発売。日付の他に号数が表示されていたが、274号（2月1日・8日号）と275号（2月15日号）の間に初の増刊号（2月8日号）が出版された。誌面内容ではVol.341（通巻342号）より誌面のリニューアルを行い、レギュラーコーナーや紹介スタイルがいくつか変更された。

#### 特典付録
誌面に綴じ込みという形で付録が付いた号もある。
Vol.366（通巻367号）シャドウ ハーツII ザプレふろく版
- 東京ゲームショウ2003でプレイアブル出典もされていたシャドウ ハーツⅡの体験版。この時点で最も製品版に近い体験版だった。

Vol.370（通巻371号）ポップンミュージック9　ザプレスペシャルCD
- ポップンミュージック9の発売を記念したミニサンプラーの音楽CD。収録曲は
  - 1.家庭用「ポップンミュージック9」メドレー
  - 2.セイシュンing ～original long ver.～
田村ゆかりの「黒うさぎの小部屋 ザプレ特別版」
  - 3.オープニング
  - 4.ふつおたのコーナー
  - 5.ひとりでポプれるもん♪
  - 6.エンディング

## レギュラーコーナー
漫画、イラスト、声優のコラムなど。代表的なコーナーは次のものがある。

### ゲームソフトのレビュー
タイトルは幾度か変更されている。
PS REVIEW（Vol.2 - 5）
P.S.R.（Vol.6 - 11）
PLAYSTATION REVIEW（Vol.12 - 44）
NEW SOFT IMPRESSIONS（Vol.45 - 71）
週刊平とじ時代までは、各ソフトごとに三人のレビュアーがそれぞれ星五つを最高として星の数で点数を表しコメントを付けるものだった。辛口のコメントに加えて星一つという厳しい批評も少なくなく、メーカーからのクレームも多かったという。中には三人揃って星一つというすさまじいものもあった。その一方で『パラッパラッパー』はレビュアーの一人が惚れ込んで特に星六つを付けたいということになり（他の二人は星五つ）、編集会議の結果特例として認められたこともある。
PSソフト最終チェック（Vol.72 - 100）
ザ・プレ流PSソフト品評会（Vol.101 - 227）
週刊中とじ化直後はグラフィック・サウンド・操作性・熱中度の4項目について5段階評価したものを折れ線グラフ上のチャートで表すというものだったが、総合的な評価が分かりづらいとレビュアーから不評であった。
Vol.101からはこの4項目を10点満点にした上にレビュアーが気になったポイントに適当な名前を付けて10点満点、加えてレビュアー自身の「主観点」として50点満点の計100点満点で評点を付けるスタイルとなった。
PS（PS2）新着ソフトレビュー（Vol.228 - 299）
今週のソフトレビュー（Vol.300 - 387）
ゲーム大好き!! 新作ソフトレビュー!（『ザプレ』Vol.1 - 11）
これらにおいては同時期の『ファミ通』や『HYPERプレイステーション2』などと同様の10点満点評価を、レビュアーの数は従来通りの3人で行うという形になっている。1点や2点が付くことはなく5点以下はかなり厳しいタイトル、9点から10点がずば抜けたタイトルということになっている。

### そのほかのコーナー
4コマDX ザ・プレイステーション編
- 2、3週にわたって1つのゲームソフトをお題にした4コマ漫画をゲーム毎に持ち回りで連載。
- 参加した漫画家・イラストレーターに

小林アヴ子、小林真文、不思議三十郎、藤島じゅん、ふしみゆうり、松田　円、路みちる
がいる。
コミック ザ レビュー
- ゲームソフトのレビューをレビュアーが漫画で紹介。不定期。
- 参加した漫画家・イラストレーターに

小林アヴ子、氷咲真人、不思議三十郎、松田　円、路みちる
がいる。
小林真文の「御犬様が行く!」
- 漫画家の小林真文が担当。

中村聡子の「かかってきなさいっ!」
- イラストレーターの中村聡子が担当。ゲームの一枚イラスト。

佐野真砂輝＆わたなべ京の「キャラクターセレクション」
- イラストレーターの佐野真砂輝＆わたなべ京が担当。ゲームの一枚イラスト。

琴義弓介の「ゲーセンに行こう!」
- 漫画家の琴義弓介が担当。ゲームの一枚イラスト。

飯塚雅弓のStrawberry Station
- 声優の飯塚雅弓のコラム。全6回。ページ下段には漫画もあり、漫画家のあきかんが担当。

榎本温子の毎日が日曜日♪
- 声優の榎本温子のコラム。278号～339号までの全12回。ページ下段には漫画もあり、漫画家のみた森たつやが担当。

AKASAGA / てなもんや赤さーが
- 『ゼノサーガ』のファンページとしてスタート。編集部のある赤坂と『ゼノサーガ』を掛けている。このコーナーの人気から後に『週刊ゼノサーガ』を増刊として全4冊がソフトバンククリエイティブから発売された。
- ページ下段では「てなもんや赤さーが」という『ゼノサーガ』漫画が連載。漫画は武田みかが担当。

田村ゆかりのひとりでポプれるもん♪
- 声優の田村ゆかりがポップンミュージックシリーズにチャレンジする、自身のインターネットラジオ番組『黒うさぎの小部屋』の裏側紹介的コーナー。344号から387号まで全43回連載された。リニューアル後は『ザプレ』8号に復活、休刊後は兄弟誌の『ドリマガ』（現・『ゲーマガ』）にて連載が継続されている。

ヨコシマンと秘密の箱
- イラストレーターのヨコシマンが担当。341号のリニューアルよりスタート。387号で終了。

小林アヴ子のネ腐れ日記
- 341号のリニューアルよりスタート。プレイ状況を初心者視点でのプレビュー漫画。

## その他
大正もののけ異聞録外伝
- PS2ゲーム『大正もののけ異聞録』のサイドストーリーをゲームシナリオ担当の嶋田純子が小説化。321号～330号までの全10回で連載された。作中の挿絵は武田みか。

SAINTS 聖なる魔物 GAME PREVIEW小説
- PS2ゲーム『SAINTS 聖なる魔物』のゲームをプレビュー視点で、ゲームの翻訳を担当した翻訳家の高田有現が小説化。370号～377号までの全8回で連載された。

黄昏は永遠に輝く
- 400号に特別寄稿されたPSゲーム『東京魔人學園剣風帖』とPS2ゲーム『九龍妖魔學園紀』のコラボ小説。両作品の監督・脚本を手掛けた今井秋芳による書き下ろし。挿絵は小林美智と斎藤晋。

## 参考資料
※この項目は不完全です。確認できた号までを一覧にしています。
ザ・プレイステーション2
| 号数   | 表紙                                     | 号数 | 表紙                                                  |
| ------ | ---------------------------------------- | ---- | ----------------------------------------------------- |
| 259    | 真・三國無双2                            | 323  | デビル メイ クライ2                                   |
| 260    | －                                       | 324  | 真・三國無双3                                         |
| 261    | ときめきメモリアル3                      | 325  | ANUBIS ZONE OF THE ENDERS                             |
| 262    | 暴れん坊プリンセス                       | 326  | 真・女神転生Ⅲ -NOCTURNE                               |
| 263    | グローバルフォークテイル                 | 327  | スターオーシャン3                                     |
| 264    | 東京魔人學園外法帖                       | 328  | サクラ大戦 〜熱き血潮に〜                             |
| 265    | トロと休日                               | 329  | ファイナルファンタジーX-2                             |
| 266    | レガイア デュエルサーガ                  | 330  | アーク ザ ラッド 精霊の黄昏                           |
| 267    | メタルギアソリッド2                      | 331  | 第2次スーパーロボット大戦α                            |
| 268    | メタルギアソリッド2                      | 332  | ソウルキャリバーⅡ                                     |
| 269    | 機動戦士ガンダム 連邦vs.ジオン DX        | 333  | .hack//絶対包囲 Vol.4                                 |
| 270    | 機動戦士ガンダム 連邦vs.ジオン DX        | 334  | －どこでもいっしょ－ 私なえほん                       |
| 271    | ゼノサーガ エピソードI［力への意志］     | 335  | 天誅 参                                               |
| 272    | ジャック×ダクスター                      | 336  | ちょびっツ                                            |
| 273    | グランツーリスモ コンセプト 2001 TOKYO   | 337  | グランツーリスモ4                                     |
| 274    | テイルズ オブ ファンダム Vol.1           | 338  | みんなのGOLF オンライン                               |
| 増刊号 | バーチャファイター4                      | 339  | 最終兵器彼女                                          |
| 275    | グランディア エクストリーム              | 340  | J.LEAGUE プロサッカークラブをつくろう!3               |
| 276    | スペースチャンネル5 Part2                | 341  | MLB2003（松井秀喜）                                   |
| 277    | Kanon                                    | 342  | 頭文字D Special Stage                                 |
| 278    | ゼノサーガ エピソードI［力への意志］     | 343  | ぼくのなつやすみ2                                     |
| 279    | ゼノサーガ エピソードI［力への意志］     | 344  | ロックマンX7                                          |
| 280    | 鬼武者2                                  | 345  | 機動戦士ガンダムSEED（アニメ）                        |
| 281    | ワイルドアームズ アドヴァンスドサード    | 346  | イースⅠ・Ⅱ エターナルストーリー                       |
| 282    | 鉄拳4                                    | 347  | ワールドサッカー ウイニングイレブン7                  |
| 283    | スーパーロボット大戦IMPACT               | 348  | サモンナイト3                                         |
| 284    | アーマード・コア3                        | 349  | サンライズ ワールド ウォー                            |
| 285    | スターオーシャン3                        | 350  | 学園ヘブン                                            |
| 286    | ガレリアンズ：アッシュ                   | 351  | ドラッグ オン ドラグーン                              |
| 287    | 機動戦士ガンダム ギレンの野望            | 352  | FINAL FANTASY X-2 INTERNATIONAL+LAST MISSION          |
| 288    | 機動戦士ガンダム ギレンの野望            | 353  | 真・三國無双3 猛将伝                                  |
| 289    | 機動戦士ガンダム ギレンの野望            | 354  | 侍道2                                                 |
| 290    | アーク ザ ラッド 精霊の黄昏              | 355  | 新世紀エヴァンゲリオン 綾波育成計画withアスカ補完計画 |
| 291    | ソウルキャリバーⅡ（AC）                  | 356  | 太鼓の達人                                            |
| 292    | ユーディーのアトリエ                     | 357  | 玻璃ノ薔薇（ガラスノバラ）                            |
| 293    | ポポロクロイス                           | 358  | スーパーロボット大戦Scramble Commander                |
| 294    | .hack//感染拡大 Vol.1                    | 359  | ゼノサーガ エピソードⅠ リローデッド                   |
| 295    | 幻想水滸伝Ⅲ                              | 360  | 鬼武者 無頼伝                                         |
| 296    | 幻想水滸伝Ⅲ                              | 361  | ワイルドアームズ アルターコード：F                    |
| 297    | GUNGRAVE                                 | 362  | グランツーリスモ4 プロローグ版                        |
| 298    | サルゲッチュ2                            | 363  | Kunoichi -忍-                                         |
| 299    | AIR                                      | 364  | 鋼の錬金術師                                          |
| 300    | 300号記念（どこでもいっしょ）            | 365  | ファイナルファンタジーⅩⅡ                              |
| 301    | 真・三國無双2 猛将伝                     | 366  | ロード オブ ザ リング 王の帰還                        |
| 302    | ギガンティック ドライブ                  | 367  | －どこでもいっしょ－ トロと流れ星                     |
| 303    | ダーククロニクル                         | 368  | 風雲 新撰組                                           |
| 304    | 真・女神転生Ⅲ -NOCTURNE                  | 369  | FINAL FANTASY X-2 INTERNATIONAL+LAST MISSION          |
| 305    | アーマード・コア3 サイレントライン       | 370  | ポップンミュージック9                                 |
| 306    | 電脳戦機バーチャロン マーズ              | 371  | 戦国無双                                              |
| 307    | SDガンダム GジェネレーションNEO          | 372  | シャドウ ハーツⅡ                                      |
| 308    | －どこでもいっしょ－ 私なえほん          | 373  | 鬼武者3                                               |
| 309    | 探偵 神宮寺三郎 Innocent Black           | 374  | SDガンダム GジェネレーションSEED                      |
| 310    | ファイナルファンタジーX-2                | 375  | 真・三國無双3 Empires                                 |
| 311    | サクラ大戦 〜熱き血潮に〜                | 376  | モンスターハンター                                    |
| 312    | ルパン三世 魔術王の遺産                  | 377  | アーマード・コア ネクサス                             |
| 313    | ブレス オブ ファイアⅤ ドラゴンクォーター | 378  | －どこでもいっしょ－ トロと流れ星                     |
| 314    | SDガンダム GジェネレーションNEO          | 379  | ぜのぴったん                                          |
| 315    | テイルズ オブ デスティニー2              | 380  | BLACK／MATRIX 00                                      |
| 316    | ダーククロニクル                         | 381  | テイルズ オブ リバース                                |
| 317    | クロックタワー3                          | 382  | イリスのアトリエ                                      |
| 318    | アンリミテッド：サガ                     | 383  | ファイナルファンタジーⅩⅡ                              |
| 319    | キングダムハーツ －ファイナルミックス－  | 384  | スーパーロボット大戦MX                                |
| 320    | アーク ザ ラッド 精霊の黄昏              | 385  | DIGITAL DEVIL SAGA アバタール・チューナー             |
| 321    | Piaキャロットへようこそ!!3               | 386  | ゼノサーガ エピソードⅡ［善悪の彼岸］                  |
| 322    | アーマード・コア3 サイレントライン       | 387  | ファイナルファンタジーⅦ アドベントチルドレン          |